# Paul Popp
Paul Popp (Viena, 2 de fevereiro de 1963) é um ex-ciclista austríaco. Competiu nos Jogos Olímpicos de Verão de 1984 em Los Angeles. Embora ele não tenha conseguido completar a prova de contrarrelógio individual (estrada), terminou na vigésima primeira posição na corrida de 1 km contrarrelógio em pista. Também competiu na corrida por pontos (pista), mas sem sucesso.